# Christopher Adamson
Christopher Adamson é um ator britânico, conhecido pelos seus papéis nos filmes Os Miseráveis (1998) e Pirates of the Caribbean: At World's End (2007).